# Zénith (Parijs)
Het Zénith Paris is een concertzaal in het Parc de la Villette in de Franse hoofdstad Parijs, met een capaciteit van ongeveer 6.300 plaatsen. Het is met een oppervlakte van 6.200 m² een van de grootste zalen van de stad, en gaat door voor belangrijkste zaal van het land. Het is de eerste zaal die als Zénith is gebouwd, daarna gekopieerd in vele andere Franse steden.
Tot de bouw is besloten in 1981 door toenmalig minister van cultuur Jack Lang, om het pavillon de Paris (een tot concertzaal omgebouwd slachthuis) te vervangen. De bouw is begonnen in 1983 en in 1984 heeft de zanger Renaud de zaal officieel geopend. Net als bij de Eiffeltoren was aanvankelijk het plan om de zaal maar tijdelijk te laten staan, tot er een andere zaal geopend zou worden net buiten het centrum. Het type zaal heeft echter zoveel succes gekregen dat niet alleen het Zénith van Parijs nog staat, maar bovendien gekopieerd is in 15 andere Franse steden, waaronder Straatsburg waar tegenwoordig het grootste Zénith staat. Aangezien er merkrechten berusten op dit type zaal, heten de zalen buiten Parijs ook allen Zénith.
Meer dan 2.000 artiesten hebben in het Zénith van Parijs opgetreden sinds de opening, waaronder alle bekende Franse sterren en vele internationale bekendheden. De meeste Franse sterren gebruiken de zaal ook om livealbums te maken. De Britse band The Cure heeft in 1993 het livealbum "Paris" uitgebracht, deze is ook in deze zaal opgenomen. Er vinden ook andere evenementen plaats, zoals dansspektakels, Holiday on Ice, conferenties, tennistoernooien, etc.